# تریسی بریسون
تریسی بریسون (انگلیسی: Thérèse Brisson؛ زادهٔ ۵ اکتبر ۱۹۶۶) بازیکن هاکی روی یخ اهل کانادا است.